# Always (1989)
Always (prt: Sempre; bra: Além da Eternidade) é um filme estadunidense de 1989, do gênero drama romântico-fantástico, dirigido por Steven Spielberg, com roteiro de Jerry Belson baseado no filme A Guy Named Joe (1944).

## Prêmios e indicações
| Prêmio       | Categoria                | Recipiente                                         | Resultado                   |
| ------------ | ------------------------ | -------------------------------------------------- | --------------------------- |
| Saturno 1990 | Melhor filme de fantasia | Steven Spielberg, Frank Marshall, Kathleen Kennedy | Indicado[carece de fontes?] |
| Saturno 1990 | Melhor roteiro           | Jerry Belson                                       | Indicado[carece de fontes?] |

## Elenco
- Richard Dreyfuss .... Pete Sandich
- Holly Hunter .... Dorinda Durston
- Brad Johnson .... Ted Baker
- John Goodman .... Al Yackey
- Audrey Hepburn .... Hap
- Roberts Blossom .... Dave
- Keith David .... Powerhouse
- Ed Van Nuys .... Nails
- Marg Helgenberger .... Rachel
- Dale Dye .... Don
- Brian Haley .... Alex
- James Lashly .... Charlie
- Michael Steve Jones .... Grey

## Sinopse
O filme conta a história de um bombeiro florestal morto num acidente aéreo e que retorna para ajudar sua namorada.